# Nueva Ecija
Nueva Ecija est une province des Philippines.

## Villes et municipalités

### Municipalités
- Aliaga
- Bongabon
- Cabiao
- Carranglan
- Cuyapo
- Gabaldon
- General Mamerto Natividad
- General Tinio
- Guimba
- Jaen
- Laur
- Licab
- Llanera
- Lupao
- Nampicuan
- Pantabangan
- Peñaranda
- Quezon
- Rizal
- San Antonio
- San Isidro
- San Leonardo
- Santa Rosa
- Santo Domingo
- Talavera
- Talugtug
- Zaragoza

### Villes
- Cabanatuan
- Gapan
- Palayan
- San Jose
- Science City of Muñoz